# 1994–1995-ös magyar női labdarúgó-bajnokság (első osztály)
A magyar női labdarúgó-bajnokság első osztályában 1994–95-ben 16 csapat küzdött a bajnoki címért. A tizenegyedik hivatalos bajnokságban a László Kórház megvédte bajnoki címet. A bajnokság alapszakaszában, 1994 őszén két nyolc csapatos csoportban folyt a küzdelem. 1995 tavaszán a legjobb nyolc csapat a felsőházi csoportban, a többiek az alsóházi csoportban szerepeltek.

## Rájátszás – Felsőház

### Végeredmény
| #  | Csapat                 | M  | GY | D | V  | G+ – G– | GK  | P  | Megjegyzések |
| -- | ---------------------- | -- | -- | - | -- | ------- | --- | -- | ------------ |
| 1. | Tüvati-László KórházCV | 14 | 11 | 1 | 2  | 34–21   | +13 | 34 | Bajnok       |
| 2. | 1. FC Femina '93       | 14 | 10 | 2 | 2  | 42–17   | +25 | 32 |              |
| 3. | Pécsi Fortuna-BAT      | 14 | 7  | 4 | 3  | 31–15   | +16 | 25 |              |
| 4. | Renova Spartacus       | 14 | 7  | 4 | 3  | 32–14   | +18 | 25 |              |
| 5. | FC Eger Lendület       | 14 | 5  | 0 | 9  | 24–31   | −7  | 15 |              |
| 6. | Szegedi Boszorkányok   | 14 | 3  | 2 | 9  | 20–35   | −15 | 11 |              |
| 7. | Fehér Bölény SC        | 14 | 3  | 1 | 10 | 17–40   | −23 | 10 |              |
| 8. | Íris SC-Kabel-Bau      | 14 | 2  | 2 | 10 | 18–45   | −27 | 8  |              |

pontegyenlőség esetén az egymás elleni eredmények döntötték el a sorrendet
A bajnok László Kórház játékosai
Bauer Istvánné (22), Kövesi Gabriella (9) kapusok – Heim Mária (3), Kalocsai Klára (13), Komáromi Katalin (17), Efroszina Kovacseva (8), Kovácsné Nagy Zsuzsanna (11), Mester Katalin (14), Milassin Erzsébet (26), Molnár Anikó (26), Paraoánu Aranka (22), Pádár Anita (26), Pribéli Judit (20), Ruff Szilvia (25), Schumi Dorottya (12), Sebestyén Györgyi (24), Szalma Rita (17), Szarka Éva (6) Tóth Judit (25), Vass Gabriella (3).
Edző: Magyari László
Az ezüstérmes Femina játékosai
Kiss Mária (18) Sipos Hajnalka (6), Kovács Veronika (4) kapusok – Berecz Virág (21), Bökk Katalin (22), Császár Noémi (10), Csáti Katalin (23), Fodor Tímea (21), Kis Zita (23), Efroszina Kovacseva (13), Lévay Andrea (12), Máté Adél (20), Mészáros Gizella (20), Molnár Adrienn (22), Molnár Mariann (4), Nagy Anett (18), Nagy Mariann (3), Rácz Adrienn (24) Stefán Krisztina (22).
Edző: Szalay István (1-18. forduló), Bencsik László (19-28. forduló)
A bronzérmes Pécsi Fortuna játékosai
Kiss Julianna (21) kapus – Arnold Anita (27), Berki Tünde (24), Besze Mária (11), Dömös Anna (9), Duduka Katalin (19), Erdei Barbara (26), Ferencz Éva (27), Horvai Katalin (4), Kiss Klára (19), Lauer Brigitta (6), Lauer Éva (12), Loj Zsuzsanna (26), Petrik Ágnes (6), Rácz Mária (25), Rippel Györgyi (25), Szabó Erika (16), Szittár Zsuzsanna (14), Tóth Barbara (2), Török Ibolya (21).
Edző: Hunyady Tibor

## Rájátszás – Alsóház

### Végeredmény
| #   | Csapat                   | M  | GY | D | V  | G+ – G– | GK  | P  | Megjegyzések |
| --- | ------------------------ | -- | -- | - | -- | ------- | --- | -- | ------------ |
| 9.  | Győri Patent-Ciklámen SE | 12 | 10 | 0 | 2  | 29–7    | +22 | 30 |              |
| 10. | Dunaújvárosi Pentele SE  | 12 | 9  | 1 | 2  | 27–5    | +22 | 28 |              |
| 11. | Jászdószai NFC           | 12 | 8  | 0 | 4  | 26–15   | +11 | 24 | NB II        |
| 12. | Pepita Sárkányok SC      | 12 | 6  | 2 | 4  | 16–12   | +4  | 20 | NB II        |
| 13. | Pécsi FC                 | 12 | 2  | 1 | 9  | 9–31    | −22 | 7  | NB II        |
| 14. | Elán FC-Miskolc          | 12 | 2  | 0 | 10 | 8–23    | −15 | 6  | NB II        |
| 15. | Szolnoki TE              | 12 | 3  | 0 | 9  | 8–30    | −22 | 6  | NB II        |

## A góllövőlista élmezőnye
| Gól                                                 | Név         | Csapat           |
| --------------------------------------------------- | ----------- | ---------------- |
| 26                                                  | Szabó Ilona | FC Eger Lendület |
| Forrás: Futball '95 (Budapest, 1996) ISSN 1217-873X |             |                  |